# حركة صوبة البنجاب
كانت حركة صوبة البنجاب اضطرابًا سياسيًا امتد لفترة طويلة، وشنه أفراد ناطقون بالبنجابية (معظمهم من السيخ) مطالبين بإنشاء دولة صوبة البنجاب المستقلة، أو دولة ناطقة بالبنجابية، في ولاية شرق البنجاب الهندية بعد الاستقلال. عُرفت الحركة بأنها سلف لحركة خالصتان.
طالبت هذه الحركة بدولة دستورية مستقلة ذاتيًا داخل الهند، واقتبست ذلك من مطالبٍ بدولة سيخية قبل التقسيم. وبقيادة حزب الأكالي دال، نتج عنها تشكيل ولاية البنجاب. تشكلت أيضًا ولاية هاريانا وإقليم شنديغار الاتحادي، ودُمجت بعض أجزاء البنجاب الشرقية الناطقة بمعظمها بالباهارية مع هيماشال براديش بعد الحركة. لم تُرض نتيجة الحركة قادتها بسبب استبعاد مناطق في شمال هاريانا من البنجاب، مناطقٌ مأهولة بالسيخ ويتحدث سكانها البنجابية مثل جيند وكارنال وأمبالا وفاتح أباد وسيرسا. ورأى العديد من قادة السيخ أن هذا لا يفي بوعد دولة السيخ المستقلة تمامًا، وعدٌ قطعه نهرو وغاندي مقابل الانضمام إلى اتحاد الهند.

## السنوات الأولى

### منطلق
حققت حركات السيخ الإصلاحية في القرن العشرين، إلى حد كبير، ترسيمًا ملحوظًا للحدود من الهندوس، مؤكدين أنهم كيان ديني وسياسي مستقل. فأصبحت حركة صوبة البنجاب هدفًا صلبًا بين ثللٍ من السكان السيخ، سعيًا لزيادة استحقاق تلك الجهود، وحتى لا يتيح الانصراف عن الدين انصهار السيخ في الهندوسية، من واقع المسلمات الدينية المشتركة بينهما والموروث الثقافي الواحد. وكان هدف الحركة في المقام الأول تحقيق وضعٍ سياسي مميز للسيخ ليكون ضمانًا للأقلية الصغيرة التي ستتشكل بعد الاستقلال؛ فحسبما كتب زعيم السيخ المعلم تارا سينغ في 1945، «ليس هناك أدنى شك بأن الديانة السيخية ستحيا فقط ما دام بانث (مسار) السيخ موجودًا ككيان منظم». كانت الدعوات لحركة صوبة البنجاب قائمة منذ فبراير 1947. وبعد تقسيم البنجاب في 1947، أصبح الشعب السيخي، وخصوصًا في المنطقة الجغرافية الحالية للبنجاب الهندية، أكثرية واضحة (نحو 60%) في مساحة استراتيجية متجاورة لأول مرة في تاريخ المنطقة، مع مركز اجتماعي وسياسي جديد. فأتاح ذلك للأكالي دال التركيز على تمثيل احتياجات سياسية غير مثقلة بسياسات الأغلبية المسلمة السابقة في مقاطعة البنجاب (الهند البريطانية) التي كانت بحاجة إلى مراعاتها في برنامجها السياسي سابقًا، وأتاحت الفرصة للسيخ أنفسهم حتى يعبروا عن درجة من الاستقلالية عن نفوذ حزب المؤتمر والحكومة المركزية، من خلال الأكالي دال، حزبٌ سياسي سيخي نشط في البنجاب خاصة.
وفي يناير 1948، التقى وفد من قادة الأكالي دال، مكون من ثلاثة أعضاء، وهم هارتشاران سينغ باجوا، وبوبيندر سينغ مان، وجياني كارتار سينغ، بوزير القانون والعدل الأستاذ بي. آر. أمبدكار. اقترح أمبدكار أن يطالب وفد الأكالي بدولة ناطقة باللغة البنجابية أو صوبة بنجابية (مقاطعة بنجابية) لتكون دولة سيخية، ما دامت الحكومة المركزية قد أعلنت التزامها بأساس لغوي لإعادة تنظيم الولايات. قُدم الطلب لتشكيل صوبة البنجاب ككيان سياسي لأول مرة في أبريل 1948 من قِبل تارا سينغ من الشيروماني أكالي دال. اعتبر الأكالي دال أن استمرار وجود ديانة السيخ يعتمد على عمل المجتمع كوحدة سياسية راسخة، ولا يمكن أن تكون فعالة إلا بوحدتها الإقليمية الخاصة. وفيما يتعلق بالمشاركة السياسية للسيخ باعتبارها جزءًا لا يتجزأ من عقيدة السيخ نفسها، تلقى الحزب دعمًا قويًا من قاعدته من خلال تقديم هذه المنظمة السياسية المتجذرة في التقاليد الدينية، إذ تشكل تقليد الخالصة في 1699 لتنظيم السيخ المتدينين في مجتمع سياسي، وهو أحد مساهمات غورو غوبيند سينغ المميزة في السيخية.
رغم أنه كان من المعروف عمومًا أن الولايات الهندية، عند الاستقلال، لم تتشكل على أساس عقلاني، وإنما كانت نتيجة لمقتضيات الغزو البريطاني التقدمي لشبه القارة الهندية، وكان المؤتمر يدعو إلى إعادة تنظيم المقاطعات لأكثر من ربع قرن مضى، لم تكن اللجنة التي تشكلت في 1948 من قِبل الحكومة الهندية، والمكلفة بترسيم ولايات واضحة المعالم تتوافق مع الحدود الديمغرافية واللغوية، فعالة في الجزء الشمالي من البلاد، إذ أعادت النظر في موقفها من الشمال. وفي حين أُعيد ترسيم الولايات في جميع أنحاء البلاد عمومًا على أسس لغوية بناءً على طلب المجموعات اللغوية، فقد كانت البنجابية والسندية والأردية اللغات الوحيدة التي لم تؤخذ بعين الاعتبار من أجل إقامة دولة. كانت سلطة اللجنة مقتصرة على الولايات الجنوبية، مع بقاء شمال الهند خارج نطاق صلاحيتها، وتحديدًا لتجنب مشاكل كتلك الموجودة في البنجاب، ولا سيما القضايا التي أثارها السيخ. وفي تقريرها الصادر في 10 ديسمبر 1948، اقترحت اللجنة أن «تشكيل المقاطعات على اعتبارات لغوية حصرًا أو حتى كليًا لا يصب في المصلحة الكبرى للأمة الهندية». وأوصت بإعادة تنظيم مقاطعات مدراس وبومباي والمقاطعات المركزية وبيرار في المقام الأول على أساس الامتداد الجغرافي والاكتفاء المالي الذاتي وسهولة الإدارة. وبعد وقت قصير من نشر التقرير، شكل المؤتمر، في جلسته في جايبور، «لجنة جيه في بّي» لدراسة توصيات لجنة دار. وتألفت اللجنة من جواهر لال نهرو وفالاباي باتل، إلى جانب رئيس المؤتمر باتابي سيتارامايا. وذكرت اللجنة في تقريرها الصادر في 1 أبريل 1949 أن الوقت لم يكن مناسبًا لتشكيل مقاطعات جديدة، لكنها ذكرت أيضًا أن «الشعور العام مُلِح وغامر، وعلينا، بصفتنا ديمقراطيين، أن نستسلم له، لكننا خاضعين لبعض القيود المتعلقة بمصلحة الهند ككل».
كان السيخ يشكلون حينها غالبية في المقاطعات الشمالية الغربية السبع، من أصل المقاطعات الثلاثة عشر لولاية البنجاب الشرقية: غورداسبور وأمريتسار وهوشياربور وغالاندار وفيروزبور ولوديانا وأمبالا، إلى جانب باتيالا واتحاد ولايات شرق البنجاب، الذي تشكل كوحدة إدارية في مايو 1948 من بين الولايات الأميرية السيخية الست، مع وجود عدد كبير من السكان في المناطق المجاورة. وفي الوقت نفسه، كان الهندوس يمثلون أغلبية في الولايات الست الباقية، بما في ذلك المناطق الجنوبية الشرقية بين اتحاد ولايات شرق البنجاب ودلهي (حسار وكارنال وروتاك وغورغون)، وتقسيمات شرق كانغرا وشيملا. وفي حين أن السيخ شكلوا 35% من سكان المقاطعة، كان النمط الديمغرافي للاستيطان الحضري والريفي من النوع الذي جعل السكان الهندوس، الذين كانوا أغلبية جديدة، متجمعين في المناطق الحضرية إلى حد كبير. وكانت المقاطعات السبع ذات الأغلبية السيخية، الأساس المقترح لصوبة البنجاب، التي شن تارا سينغ حملة قوية من أجلها بين أواخر 1948 وبدايات 1949.